# Awet Terterjan

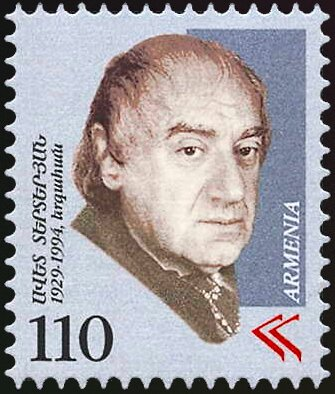
Terterjan auf einer armenischen Briefmarke aus dem Jahre 2000

Awet Terterjan (armenisch Ավետ Տերտերյան, häufig auch als Avet Terterian transkribiert; * 29. Juli 1929 in Baku; † 11. Dezember 1994 in Jekaterinburg) war ein armenischer Komponist.

## Leben
Awet Terterjan wurde als Alfred Rubenowitsch Terterjan geboren, verwendete aber den Vornamen Awet als Künstlernamen. Sein Vater Ruben Terterjan war Mediziner, trat jedoch auch als Opernsänger auf. Auch die Mutter – gleichfalls keine Berufsmusikerin – konzertierte als Sängerin. 1948 begann Terterjan ein Studium an der Musikhochschule Baku, das er 1951 an der Romanos Melikian Musikhochschule fortsetzte. Ab 1952 studierte er am staatlichen Komitas-Konservatorium in Jerewan bei Edward Mirsojan Komposition.
1960 bis 1963 war er Exekutiv-Sekretär des Armenischen Komponistenverbandes und 1963–1965 dessen Vizepräsident. 1970 bis 1974 war Terterjan Vorsitzender der Abteilung Musik im Kultusministerium von Armenien und gleichzeitig als Herausgeber tätig. 1985 wurde er Professor am Staatlichen Konservatorium Jerewan, 1993/1994 gab er Meisterklassen am Ural-Konservatorium in Jekaterinburg. 1994 erhielt Terterjan das Brandenburg-Stipendium und arbeitete sechs Monate in Wiepersdorf. Für 1995 wurde ihm ein einjähriges DAAD-Stipendium in Berlin zugesprochen, das er jedoch nicht mehr wahrnehmen konnte. Sein Leichnam wurde am 19. Dezember 1994 im Pantheon in Jerewan eingeäschert.

## Werke
Terterjan schrieb acht Sinfonien (zwischen 1969 und 1989), zwei Opern, ein Ballett, Kammermusik (darunter zwei Streichquartette), zahlreiche Vokalwerke sowie Filmmusik.
Terterjans Musik ist durch Verzicht auf Themen oder motivische Arbeit in klassischem Sinne sowie Reduktion auf teilweise archaisch wirkende Formeln und Formen gekennzeichnet. Neben Einflüssen armenischer Volksmusik (mit Heranziehung nicht-temperiert gestimmter Volksmusik-Instrumente) werden auch progressive Elemente der „westlichen“ Musik (Dodekaphonie, Aleatorik, Tonbandzuspielungen) eingesetzt.
Insgesamt stieß Terterjans Musik in der sowjetischen Ära auf wenig Gegenliebe. Die Uraufführung seiner 1974/75 entstandenen 3. Sinfonie löste einen Skandal aus. In letzter Zeit finden vor allem die Sinfonien vermehrtes Interesse, auch in Deutschland. Die (postume) Uraufführung der Oper „Das Beben“, 1984 in deutscher Sprache komponiert, 2003 unter Leitung von Ekkehard Klemm am Staatstheater am Gärtnerplatz in München wurde zum Sensationserfolg. Das Libretto von Gerta Stecher, vom Komponisten stark vereinfacht und reduziert, fußt auf der Erzählung „Das Erdbeben in Chili“ von Heinrich von Kleist. Die Süddeutsche Zeitung schrieb: „Terterjan hat mit dem ‚Beben‘ einen Pflock in die gegenwärtige Debatte über die Überlebensfähigkeit des zeitgenössischen Musiktheaters geschlagen.“ In der FAZ hieß es: „Heinrich von Kleists dramatische Prosa nicht veropert – sondern zwingend in Musik ausgedrückt.“